# خفاش طيفي
خفاش طَيْفِيّ نزافة أو مصاصة أو علوقة كاذبة  (الاسم العلمي: Vampyrum spectrum)، ويعرف أيضَا باسم خفاش مصاص الدماء الكبير الكاذب أو خفاش مصاص الدماء لينيوس الكاذب.
هو خفاش كبير لاحم يوجد في المكسيك وأمريكا الوسطى وأمريكا الجنوبية. هو العضو الوحيد من جنس Vampyrum. أقرب قريب لهُ حي هو الخفاش الأصوف كبير الأذن. وهوأكبر أنواع الخفافيش في العالم الجديد، وكذلك هو أكبر الخفافيش الآكلة اللحوم: يبلغ طول جناحيه 0.7-1.0 م (2.3-3.3 قدمًا). يمتلك جمجمة وأسنان قوية، حيث تكفي عضة قوية منه لقتل فريسته.قوته المعتاد هي الطيور، على الرغم من أنه قد يفترس أيضًا القوارض والحشرات والخفافيش الأخرى.